# Bannewitz
Bannewitz é um município da Alemanha, situado no distrito de Sächsische Schweiz-Osterzgebirge, no estado da Saxônia. Tem 25,82 km² de área, e sua população em 2019 foi estimada em 11.104 habitantes.